# Бруно Каль
Це стаття про начальника БНД. Стаття про кавалера Лицарського хреста Залізного хреста з дубовим листям: Бруно Каль (офіцер).
Бруно Гунтрам Вільгельм Каль (нім. Bruno Guntram Wilhelm Kahl) (12 липня 1962, Ессен) — німецький державний діяч, адвокат. Керівник Федеральної розвідки (Bundesnachrichtendienst) (1.07.2016).

## Життєпис
Народився 12 липня 1962 року в Ессені, Західна Німеччина. У 1981 році закінчив Кардінал-Фрінгз-Гімназію в Бонні-Баєль та проходив військову службу з 1981 по 1983 рік, потім вивчав право до 1988 року в Боннському університеті та Лозаннському університеті. Він також отримав журналістську підготовку в Katholische Journalistenschule IFP в Мюнхені. Після перших державних іспитів він займав посади в Бонні, Шпаєр, Німеччина та Сідней, Австралія.
У 1994 році закінчив свій другий державний іспит в Орландському земельному комітеті Кельна, а потім працював у Конфедерації німецьких асоціацій роботодавців.
З 1995 по 1996 рр. — він працював у Федеральній канцелярії.
З 1996 до 2005 рр. — був призначений радником парламентської групи ХДС/ХСС, де провів попередню роботу для голови групи Вольфганга Шойбле. З тих пір він був близьким посередником Шойбле.
У 2005 році в першому кабінеті Ангели Меркель перебував на посаді голови офісу міністерства та прес-секретаря Шойбле при федеральному міністерстві внутрішніх справ (ІМТ), де він став керівником виконавчої групи у 2006 році. У 2008 році захистив доктора права в Боннському університеті, написавши дисертацію про елементи католицької думки в світовій політичній теорії Карла Шмітта. У 2010 році пішов до Федерального міністерства фінансів (BMF). Починаючи з 2011 року, Кал виступав у ролі заступника Генерального директорату VIII (Приватизація, промислові холдинги та федеральна нерухомість) у BMF. У цій якості він також працював у Спостережній раді Portigon AG з 2012 до 2015 року.
Каль був призначений президентом Федеральної розвідки 27 квітня 2016 р., Починаючи з 1 липня після звільнення Герхарда Шиндлера.
Каль є членом Християнсько-демократичного союзу Німеччини (ХДС).
За його словами, Росія намагається повернути собі лідерську роль на європейському континенті: «Метою є послабити Євросоюз і відштовхнути США, а особливо — вбити між ними клин».
|  | "Щоб було ясно: замість партнера в сфері європейської безпеки ми маємо в особі Росії, скоріше, потенційну загрозу. Як глобальний політичний гравець Росія повернулася, вона буде залишатися незручним сусідом" |

У липні 2021 року в інтерв'ю Süddeutsche Zeitung він попередив про відродження «Ісламської держави» та «Аль-Каїди».
23 лютого 2022 року, за день до початку російського вторгнення в Україну, Каль приїхав до Києва на давно заплановані переговори з українською розвідкою. Оскільки початок нападу вже був неминучим, офіційний літак, на якому прилетів Каль, відправили назад до Німеччини в очікуванні закриття повітряного простору. Після початку атаки Каль повернувся наземним транспортом, як і планував, згідно з його власною заявою. Українці попросили не скасовувати поїздку за жодних обставин на знак солідарності, після чого Каль прийняв ризик. Він свідомо не приєднався до німецького посла Анки Фельдгузен, якій було наказано повернутися ввечері 23 лютого 2022 року. Через початок війни зустріч з українцями не відбулася. Він заперечував повідомлення про прикрий казус і поспішну втечу одразу після поїздки.